# 랑림산맥
랑림산맥(狼林山脈, 표준어: 낭림산맥; 높이: 1,470m, 최고봉: 와갈봉(2,260m))은 자강도 중강군 중지봉에서 평안남도 대흥군의 소마대령까지 태백산맥과 함께 한반도의 등줄기 산맥을 이룬다.

## 지리
동쪽이 높고 서쪽이 낮으며, 산맥에는 맹부산(2,217m)·와갈봉(2,260m)·희색봉(2,185m)·낭림산(2,186m)·천의물산(2,032m)·백산(2,076m)·중지봉(1,086m)·오가산(1,227m)·천리산(1,869m), 오가산령(1,119m)·불개미령(1,386m)·가릉령(1,324m)·황수령(1,475m)·덕유대령(1,501m)·설한령(1,433m) 등의 고개가 있다. 
서남서 방향으로 높이 1,000m 안팎의 강남산맥·적유령산맥·묘향산맥이 갈라져 나가 빗살모양으로 뻗는다.
(평안남도와 함경남도)를 구분하는 산맥이다.

## 자원
주로 시생대 화강암, 편마암, 결정편암, 규암류 등이며 남부와 북부 일부에는 석회암이 분포한다. 구리·납·아연 등의 지하자원이 풍부하게 매장되었고, 북한에서 손꼽히는 원목 산지이다. 

### 식물
식물상은 아한대성의 침엽수림과 혼합림이 분포하고 1,900m 이상 되는 지역에는 고산초원이 펼쳐진다. 주요 수종은 분비나무·가문비나무·잎갈나무·젓나무·사스래나무·자작나무·참나무·고로쇠나무·박달나무·피나무·소나무·단풍나무·물푸레나무 등이다. 와갈봉에서는 장군풀·돌부채 등의 특산식물이 자라며 오가산에는 원시림이 자연 상태로 잘 보존되어 있다.